# Erik Spiekermann

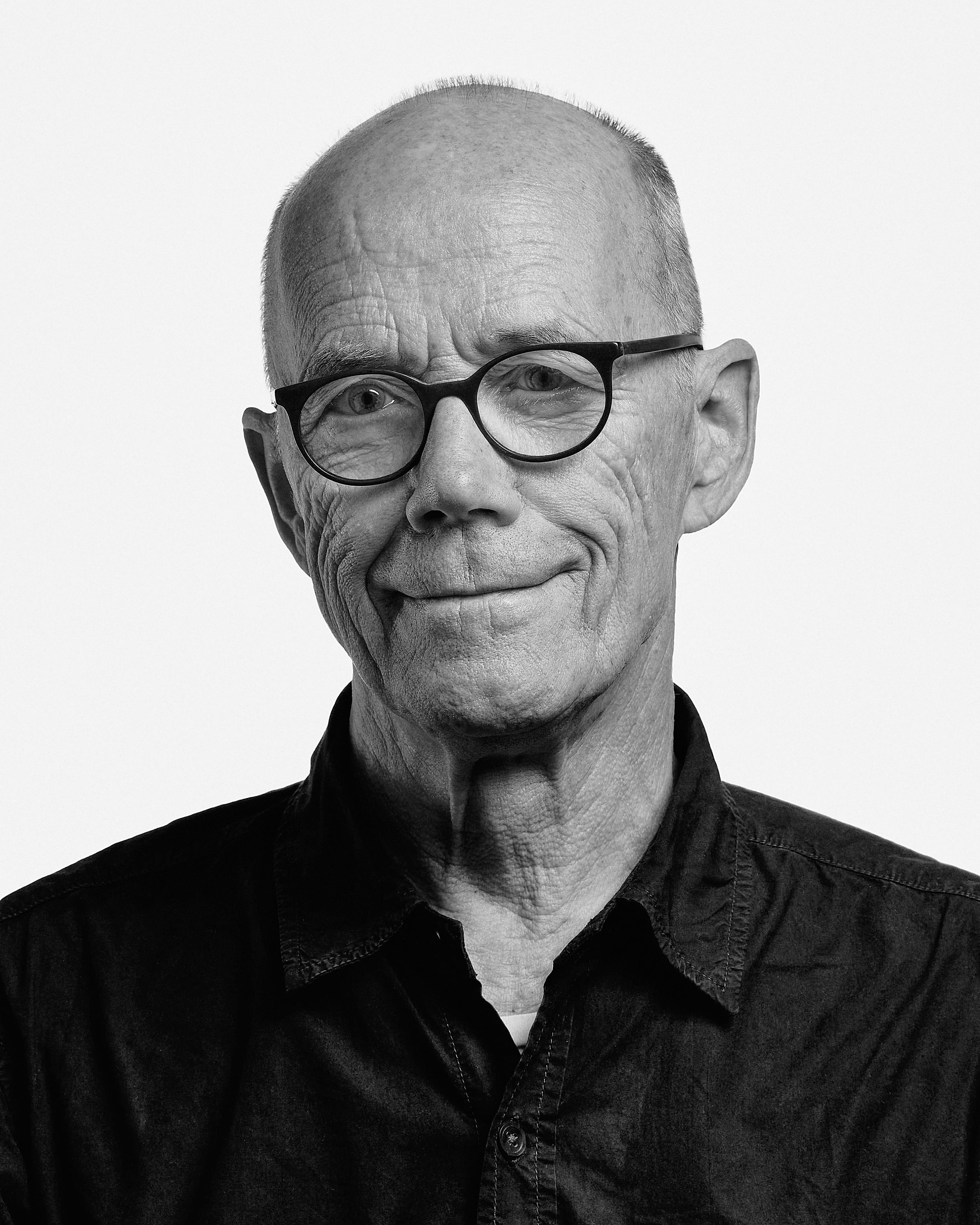
Erik Spiekermann, 2020

Erik Spiekermann (* 30. Mai 1947 in Stadthagen) ist ein deutscher Gestalter, Typograf, Schriftgestalter und Autor. Einige seiner Schriften, vor allem die FF Meta und die ITC Officina, werden von Fachleuten als moderne Klassiker angesehen. Spiekermann ist Honorarprofessor der Hochschule für Künste Bremen.

## Leben

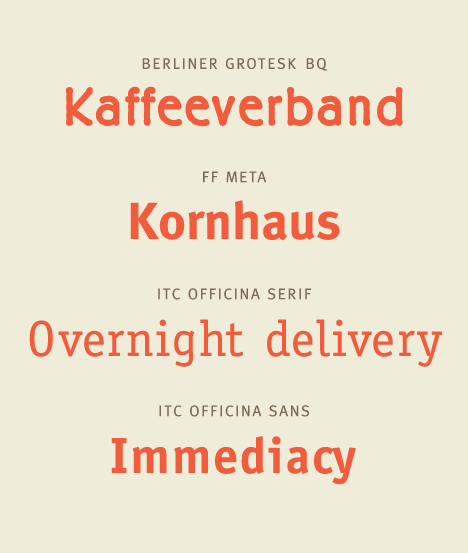
Bekannte Schriften von Erik Spiekermann

Erik Spiekermann studierte Kunstgeschichte in Berlin und finanzierte das Studium, das er vorzeitig abbrach, mit dem Betrieb einer Kellerdruckerei und dem Bass-Spielen in Bars. Danach zog er mit Frau und Kind nach London, wo er neben Lehrtätigkeiten u. a. am London College of Printing und als Berater für große Design-Unternehmen arbeitete. Dort entstanden seine ersten Schriftentwürfe für die H. Berthold AG (LoType, Berliner Grotesk).
1979 gründete Spiekermann in Berlin mit Florian Fischer und Dieter Heil die Design-Agentur MetaDesign und arbeitete vornehmlich für Firmen der grafischen Industrie – darunter H. Berthold AG, Scangraphic, Linotype, Adobe und Apple.
1989 betrieb Spiekermann – gemeinsam mit seiner damaligen Ehefrau Joan – in Berlin die Gründung der Fontshop AG, eines der ersten Versandhäuser für Computerschriften. 1990 folgte – wiederum gemeinsam mit seiner Frau sowie zusätzlich mit Neville Brody – die Gründung des unabhängigen Schriftenhersteller (Foundry) FSI FontShop International. In dessen FontFont-Bibliothek, die heute als digitale Schriftbibliothek eine große Bedeutung hat, veröffentlichte Spiekermann ab sofort seine Schriften, darunter moderne Klassiker wie die FF Meta, FF Meta Serif, FF Info oder FF Unit. Spiekermann unterstützte und förderte dabei immer auch andere Schriftgestalter, wie z. B. Albert-Jan Pool, den er zum Entwurf der erfolgreichen FF DIN anregte, oder Ole Schäfer, der ihn beim Ausbau seiner Schriften ITC Officina und FF Info unterstützte.
1990 stießen Uli Mayer-Johanssen und Hans Ch. Krüger zur Geschäftsführung seiner Agentur, und der Name wurde in MetaDesign plus geändert. 1992 kam ein Büro in San Francisco, 1995 eines in London und 2000 eines in Zürich dazu. MetaDesign Berlin betreute Projekte wie das Fahrgastinformationssystem für die Berliner Verkehrsbetriebe, für dessen Corporate Design aus der Frutiger, die für den besonderen Einsatzzweck optimierte FF Transit entstand. Projekte waren und sind das graphische Erscheinungsbild der Stadt Berlin, das Leitsystem des Düsseldorfer Flughafens sowie die Leitagentur für das Corporate Design von Volkswagen und Audi. Mit dem Londoner Büro gewann er 1998 den Wettbewerb für die Gestaltung des Erscheinungsbildes der Stadt Glasgow als UK City of Architecture & Design 1999.
Wegen inhaltlicher Differenzen verließ Spiekermann die Firma MetaDesign im Sommer 2000. Kurz darauf unternahm er die Neugestaltung für The Economist in London und gründete die Branding- und Design-Agentur United Designers Network mit Büros in Berlin, London und San Francisco. Seit 2007 firmierte die Agentur als SpiekermannPartners und Anfang 2009 als Edenspiekermann.
Seit 2013 betreibt Spiekermann die Buchdruckwerkstatt p98a in Berlin.
Spiekermann war Professor an der UdK Berlin für die Klasse Komplexe Informationssysteme, Honorarprofessor an der Hochschule für Künste Bremen, Past President der International Society of Typographic Designers sowie Präsidiumsmitglied im Internationalen Institut für Informationsdesign und im Rat für Formgebung sowie der Association Typographique Internationale (ATypI). Er ist Autor mehrerer Fachbücher über Schrift und Typografie sowie zahlreicher Artikel und Essays. Seit Anfang 2017 gehört er außerdem dem Beirat der gemeinnützigen Online-Plattform youvo.org an.

„Ich habe zu Buchstaben ein schon sehr emotionales, wenn nicht sogar libidinöses Verhältnis.“

## Schriften (Auswahl)
- Berliner Grotesk (Original 1913, 1979)
- LoType (Original 1911/14, 1980)
- ITC Officina Sans (1990)
- ITC Officina Serif (1990)
- FF Meta (1991–1998)
- FF Govan (mit Ole Schäfer) (2001)
- FF Info (2000)
- Nokia Sans (2002–2011, Hausschrift von Nokia sowie die UI-Schrift für Symbian S60-Smartphones)[6]
- FF Unit (2003)
- Bosch Sans und Bosch Serif (2005, mit Christian Schwartz)
- FF Meta Serif (mit Christian Schwartz und Kris Sowersby, 2007)
- DB Type (2008, mit Christian Schwartz)
- FF Unit Slab (mit Christian Schwartz und Kris Sowersby, 2009)
- Fira Sans (in Zusammenarbeit mit Ralph du Carrois[7] für Firefox OS, veröffentlicht im Jahr 2013 unter der SIL Open Font License)
- FF Real (2015) mit Ralph du Carrois und Anja Meiners
- Case, Case Text, Case Micro (mit Anja Meiners und Ralph du Carrois, 2020)[8]
- neue Serie57 (mit Alexander Roth, 2024)[9]

## Auszeichnungen, Ehrungen
- 1996: Kölner Klopfer, Designpreis der KISD-Studierenden
- 2003: Fellow der Royal Society of Arts
- 2003: Gerrit Noordzij Preis für Typografie der Königlich-Niederländischen Akademie der Wissenschaften
- 2006: Ehrendoktor des Art Center College of Design in Pasadena
- 2007: Deutscher Designpreis für die von ihm konzipierte und gemeinsam mit Christian Schwartz umgesetzte Schriftfamilie DB Type für die Unternehmenskommunikation des Deutsche-Bahn-Konzerns.
- 2007: Aufnahme in die European Designers Hall of Fame im Rahmen der European Design Awards.[10]
- 2007: Honorary Royal Designer for Industry, Royal Society for the encouragement of Arts, Manufactures & Commerce, London
- 2011: Designpreis der Bundesrepublik Deutschland für sein Lebenswerk[5]
- 2012: Preis für sein Lebenswerk von der SoTA (Society of Typographic Afficionados)
- 2012: Preis für sein Lebenswerk vom TDC (TypeDirectors Club New York)
- 2013: Ehrenpreis des deutschen Art Directors Club[11]
- 2017: Ehrenmitglied im Berufsverband der deutschen Kommunikationsdesigner[12]

## Veröffentlichungen
- Ursache & Wirkung: Ein typografischer Roman. Erlangen 1982, ISBN 3-87439-307-0.
- mit Yvonne Schwemer-Scheddin und Manfred Klein: Typen & Typografen. 1991. ISBN 3-7231-0419-3.
- Studentenfutter oder: Was ich schon immer über Schrift & Typografie wissen wollte, mich aber nie zu fragen traute. 1989, ISBN 3-9800722-2-3.
- ÜberSchrift. Hermann Schmidt Mainz, 2004. ISBN 3-87439-661-4.
- mit Jan Middendorp: Made with FontFont. BIS Publishers, 2006. ISBN 90-6369-129-7.
- mit Mai-Linh Thi Truong, Jürgen Siebert: FontBook – Digital Typeface Compendium. FSI FontShop International, 2006, ISBN 978-3-930023-04-2.
- Stop Stealing Sheep & Find Out How Type Works, 4th Edition. The Other Collection, Berlin 2022. ISBN 978-3-949164-03-3.[13]